# جرمی ابوت
جرمی ابوت (انگلیسی: Jeremy Abbott؛ زادهٔ ۵ ژوئن ۱۹۸۵) اسکیت‌باز نمایشی اهل ایالات متحده آمریکا است.